# Гришин, Дмитрий Фёдорович
Дмитрий Фёдорович Гришин (род. 1956) — российский ученый-химик, доктор химических наук, специалист в области радикальных реакций и их применения в синтезе макромолекул, член-корреспондент РАН (2006).
Директор Научно-исследовательского института химии Нижегородского университета (1996-2012), заведующий кафедрой химии нефти и нефтепродуктов.